# حرب القوقاز
حرب القوقاز من 1817-1864، والمعروف أيضا باسم الغزو الروسي في القوقاز أو الغزوة (الحرب المقدسة) لمسلمي القوقاز الشمالية، كان غزو القوقاز من قبل الإمبراطورية الروسية التي انتهت بضم مناطق شمال القوقاز لروسيا.
تتألف من سلسلة من العمليات العسكرية التي تشنها روسيا التي تسعى إلى التوسع جنوبا ضد المناطق والجماعات القبلية في القوقاز بما في ذلك الشيشان، داغستان، القراشاي والشركس (الأديغة، أبخازيا والوبخ)
و الشركسية
يعتبر الصراع بين روسيا وشركيسيا كان، جزءاً من الحرب القوقازية.
الأقاليم الأخرى في القوقاز (جورجيا، أرمينيا وأذربيجان) أدرجت في الامبراطورية الروسية في أوقات مختلفة في القرن 19 نتيجة الحروب الروسية مع الإمبراطورية العثمانية وبلاد فارس.

## الأحداث التاريخية
شارك بالحرب ثلاثة من القياصرة : الكسندر الأول، نيقولا الأول وألكسندر الثاني. بالإضافة إلى القادة ألكسي بتروفيتش يرمولوف في 1816-1827، ميخائيل فورونتسوف في 1844-1853 وألكسندر برايتنسكي في 1853-1856. بالإضافة إلى الكتاب ميخائيل ليرمونتوف وليو تولستوي الذي اكتسب الكثير من الخبرة والمعرفة كان لها الأثر الأكبر في كتابة كتاب الحرب والسلام ، بالإضافة إلى الشاعر الروسي ألكسندر بوشكين صاحب قصيدة سجين القوقاز (1821).
- قد صاحب بداية الغزو الروسي مقاومة شرسة. انتهت الفترة الأولى بالتزامن مع وفاة الكسندر الأول . ومن المستغرب تحقيق الغزو نجاحا قليلا، خصوصا بالمقارنة مع النصر الروسي على جيش نابليون.
- خلال 1825-1833 لم يكن هناك نشاط يذكر، حيث شاركت روسيا في الحروب مع الدولة العثمانية وبلاد فارس. بعد نجاحات كبيرة في كلا الحربين، استأنفت روسيا القتال في القوقاز. والتقت مرة أخرى مع المقاومة، لا سيما عن طريق الملا محمد غازي وحمزة بك، والحج مراد والإمام شامل حيث قادوا القوقازيين من 1834 حتى اعتقالهم عام 1859. في عام 1845،

حققت قوات الإمام شامل النجاح الأكثر دراماتيكية عندما شنت القوات الروسية هجوما كبيرا بقيادة الأمير فورونتسوف، خلال حرب القرم، وتوصل الروس الي هدنة مع شامل ولكن القتال استؤنف في 1855. الحرب في القوقاز انتهت أخيرا بين 1856-1859، وذلك عندما قوي الجيش إلى 250,000 انهارت المقاومة.
انتهت الحرب في الجزء الشرقي من شمال القوقاز في عام 1859 عندما ألقي القبض من قبل الروس على الإمام شامل الذي استسلم وقام بمبايعة القيصر وانتقل للعيش في وسط روسيا. واستأنفت الحرب في الجزء الغربي من شمال القوقاز ولكن مع الشركس (الأديغة، أبخازيا والوبخ). أعلن انتهاء الحرب ببيان من القيصر في 2 يونيو 1864.
أدّى انتهاء الحرب إلى نقل السكان الشركس من المسلمين إلى الدولة العثمانية.

## قراءات أخرى
- "Bell,%20James%20Stanislaus" Journal of a residence in Circassia during the years 1837, 1838, and 1839 - Bell, James Stanislaus (English)
- (بالروسية:  (Дубровин Н.Ф.) История войны и владычества русских на Кавказе)‏, volumes 4–6. SPb, 1886–88.
- شابي كازييف. Imam Shamil. "Molodaya Gvardiya" publishers. Moscow, 2001, 2003, 2006, 2010]
- شابي كازييف. اقتحام آحل كوح. حرب القوقاز The historical novel. "Epoch", Publishing house. Makhachkala, 2008. ISBN 978-5-98390-047-9